# ZMist
ZMist је метаморфични рачунарски вирус направљен од стране руског творца вируса познатог под именом Z0mbie. Ово је први вирус који користи технику познату под називом интеграција кода.

## Друга имена
је такође познат као Zombie.Mistfall.

## Дејство
По речима Сзора и Ферија (Szor и Ferrie):

Овај вирус подржава потпуно нову текнику: интеграцију кода.
Mistfall енџин којег вирус садржи је способан да декомпајлира преносиве извршиве фајлове до њихових најмањих елемената,
захтевајући 32 мегабајта меморије. По овоме, Zmist се убацује у код тако што помера блокове кода са места где ће се убацити,
након чега регенерише код, укључивши информацију о направљеним померањима, и поново гради извршни фајл.